# Гафур, Амир
Амир Гафу́р (перс. امیر غفور‎; 6 июня 1991) — иранский волейболист, диагональный национальной сборной. Призёр Всемирного Кубка чемпионов, чемпион Азии. Участник Олимпийских игр.

## Карьера
Профессиональную спортивную карьеру Амир Гафур начал в 2009 году, подписав контракт с командой «Barij Essence» из родного города Кашан, за который выступал на протяжении пяти сезонов. В это же время Гафур был одним из лидеров юношеской сборной Ирана. В 2008 году сборная для спортсменов не старше 19 лет завоевала золотые медали чемпионата Азии, а через год на чемпионате мира молодые иранские спортсмены завоевали серебро, уступив в решающей игре сербам в пяти партиях.
На молодёжном чемпионате мира 2011 года, который проходил в Рио-де-Жанейро, иранские спортсмены стали пятыми, однако Амир Гафур получил по итогам турнира приз лучшему подающему игроку.
В том же 2011 году Гафур дебютировал во взрослой сборной Ирана и поучаствовал в домашнем чемпионате Азии, где иранцы впервые в истории завоевали золотые медали. Через два года они смогли защитить звание чемпионов континента, при этом Гафур вошёл в символическую сборную турнира и получил приз лучшему нападающему.
В 2016 году сборная Ирана впервые в истории прошла квалификацию на Олимпиаду. В Рио-де-Жанейро Гафур не был игроком основного состава, уступив место основного диагонального более опытному Шахраму Махмуди, но выходя на замену смог набрать 27 очков, из которых 25 были набраны в атаке, а еще два — на блоке.
В 2016 и 2017 годах Гафур в составе тегеранского Пайкана добирался за решающих матчей чемпионата Ирана, где оба раза уступал еще одному столичному клубу «Сармайе Банк».
В 2017 году на Всемирном кубке чемпионов Гафур помог иранцам впервые в истории завоевать медали. При этом в играх с Италией, Японией и Францией он был самым результативным спортсменом сборной.
С 2018 года выступает в итальянском чемпионате, защищая цвета клуба «Монца». На чемпионате мира 2018 года в Италии и Болгарии был основным диагональным национальной сборной, становился самым результативным игроком своей команды в матчах с кубинцами, поляками и канадцами.